# Fraser-spiraal

Frasers valse spiraal

De Fraser-spiraal is een optische illusie die voor het eerst werd beschreven door de Britse psycholoog James Fraser in 1908.
Het plaatje toont een aantal concentrische cirkels, maar door de achtergrond lijkt het op een spiraal. Daarom noemt men deze illusie ook wel Valse spiraal.